# 菰野町立八風中学校
菰野町立八風中学校（こものちょうりつはっぷうちゅうがっこう）は、三重県三重郡菰野町大字田光にある町立の中学校。

## 沿革

### 年表
- 1947年（昭和22年）4月1日 - 朝上村立朝上中学校、竹永村立竹永中学校、保々村村立保々中学校設立
- 1948年（昭和23年）7月15日 - 3校を統合して「三重郡朝上村外二ヶ村学校組合立八風中学校」となる。保々村に保々分校を設置
- 1950年（昭和25年）8月30日 - 朝上村田光3454番地に校舎新築、同年9月13日に移転。この日を創立記念日と定める
- 1952年（昭和27年）10月1日 - 保々分校が独立したため「朝上村外一ヶ村学校組合立八風中学校」と改称
- 1955年（昭和30年）4月1日 - 町村合併により「朝明村・竹永村学校組合立八風中学校」と改称
- 1956年（昭和31年）9月30日 - 町村合併により「朝明村・菰野町学校組合立八風中学校」と改称
- 1957年（昭和32年）1月25日 - 町村合併により現校名に改称
- 1958年（昭和33年）12月15日 - 武道場新築
- 1976年（昭和51年）7月2日 - 新校舎落成、翌日移転
- 1987年（昭和62年）3月9日 - 体育館新築
- 2014年（平成26年）4月26日 - 武道場新築（竣工式）

## 教育方針

### 学校教育目標
自ら学び主体的に生きる心豊かな生徒の育成
自他共栄を掲げる  最終目標は【世界平和】

### 重点目標
1. 基礎学力の充実
2. 『心の教育』の充実
3. 基本的生活習慣・規律ある生活の確立
4. 生徒・家庭･地域との信頼関係の確立
5. 教職員の意識改革と資質向上

## 学校行事
- 4月：始業式・入学式
- 5月：野外活動（1年）・社会見学（2年）・修学旅行（3年）
- 6月：体育祭
- 7月：終業式
- 8月
- 9月：始業式
- 10月：学校公開週間・職場体験（2年）
- 11月：文化祭
- 12月：終業式
- 1月：始業式
- 2月
- 3月：卒業式・修了式・離任式

## 部活動

### 運動部
- サッカー部
- バレーボール部（女子）
- 男子バスケットボール部
- 女子バスケットボール部
- 男子ソフトテニス部
- 女子ソフトテニス部
- 卓球部
- 陸上部

### 文化部
- 吹奏楽部
- 創作部
- 科学部

## 学区
八風中学校の校区は、菰野町立朝上小学校と菰野町立竹永小学校の校区である。具体的には、菰野町のうち下記の大字の地域。
- 竹成、永井、田光、杉谷、榊、小島、田口新田、田口、切畑、根の平

## 交通
- 近鉄四日市駅前から三重交通バスで「八風中学前」バス停下車徒歩すぐ

## 主な出身者
- 浅野拓磨 - サッカー選手（VfLボーフム）
- 浅野雄也 - サッカー選手（北海道コンサドーレ札幌）
- 西勇輝 - プロ野球選手（阪神タイガース）